# Mariana Harder-Kühnel
Mariana Iris Harder-Kühnel (Gelnhausen, Hesse, 16 de agosto de 1974) es una abogada y política alemana. Afiliada a Alternativa para Alemania, desde 2017 se desempeña como miembro del Bundestag.

## Educación
Harder-Kühnel asistió al Grimmelshausen-Gymnasium Gelnhausen. Estudió derecho de 1994 a 1999 en la Universidad Justus Liebig de Giessen.

## Carrera
Después de su pasantía jurídica en el Tribunal Regional de Giessen, aprobó el segundo examen estatal en 2001. De 2002 a 2010 trabajó como abogada en el despacho de auditoría Ernst & Young en Frankfurt am Main, de 2010 a 2014 en el despacho de abogados Frenzel & Coll, y desde 2015 en Abogados, Notarios y Asesores Fiscales Kühnel-Spangenberg-Palige.

### Política
Harder-Kühnel se convirtió en miembro de la recién fundada Alternativa para Alemania (AfD) en abril de 2013 y participó en la fundación de la asociación distrital de AfD Main-Kinzig. Posteriormente participó en varios comités de AfD a nivel federal y estatal. Entre otras cosas, es representante de Hesse en el congreso federal de AfD, miembro fundador del Comité Federal de Familia y portavoz del Comité Estatal de Familia. También es delegada federal y portavoz del grupo de trabajo de familia estatal. Asimismo, fue miembro voluntario del comité de distrito de Main-Kinzig.
A principios de noviembre de 2016, Harder-Kühnel fue elegida número 1 en la lista estatal para las elecciones federales de 2017 en la conferencia del partido de listas de los miembros de Hesse AfD en Hofheim am Taunus. En febrero de 2017, AfD de Hesse en Bad Soden-Salmünster también la eligió como candidata directa para el distrito electoral del Bundestag Main-Kinzig-Wetterau II-Schotten (distrito electoral 175). Las irregularidades y contratiempos en las elecciones para los escaños de la lista del AfD en noviembre de 2016 (votaron dos personas que no tenían derecho a participar) hicieron necesario repetir las elecciones a mediados de mayo de 2017. Harder-Kühnel se mantuvo en el primer lugar de la lista estatal (297 de 390 votos emitidos).
En las elecciones federales obtuvo el 14.8% de los primeros votos en su circunscripción, y entró en el Bundestag a través de la lista estatal.
Harder-Kühnel fue miembro de pleno derecho y presidente del Comité para la Familia, las Personas Mayores, las Mujeres y la Juventud en el XIX Bundestag alemán. También fue miembro adjunto del Comité de Interior y Comunidad, del Subcomité de Participación Cívica y de la Comisión de la Infancia.
El 6 de noviembre de 2018, Harder-Kühnel fue nominada por el grupo parlamentario AfD como candidata a la vicepresidencia del Bundestag; de este modo, se impuso a Karsten Hilse dentro de AfD. No fue elegida en tres rondas de votación en el pleno del 29 de noviembre de 2018, 13 de diciembre de 2018 y 4 de abril de 2019.
En las elecciones federales de 2021, se postuló nuevamente para AfD como candidata directa para el distrito electoral federal Main-Kinzig-Wetterau II-Schotten, pero nuevamente perdió el mandato directo con un 13 por ciento. Sin embargo, ingresó al vigésimo Bundestag alemán a través de la lista estatal de su partido.
En la conferencia del partido AfD en Riesa en junio de 2022, Harder-Kühnel fue elegida portavoz federal adjunta de AfD junto con Stephan Brandner y Peter Boehringer. En la conferencia federal del partido en Essen en junio de 2024, ya no se postuló para este cargo.
Harder-Kühnel no encabezó la lista estatal de AfD en Hesse para las elecciones federales de 2025.

## Posiciones ideológicas
Las posiciones políticas de Harder-Kühnel giran en torno a los temas centrales del AfD: advierte contra «minimizar los problemas actuales causados por la migración» y contra el «islam político». Además, rechaza la sexualización temprana a través de la educación sexual para jóvenes menores de doce a trece años, en particular la educación sobre parejas del mismo sexo para niños de seis años y sobre cuestiones LGBT para niños de diez años que están previstos en el nuevo plan de estudios de Hesse. Aboga por una prohibición estricta de la publicidad sobre abortos y porque Alemania abandone la zona del euro. Ella describe el establecimiento de zonas ambientales como «impulsado por la ideología».

## Vida personal
Harder-Kühnel es católica. Está casada y es madre de tres hijos.